# Multiplexação

Multiplexador por divisão de tempo em ação.

Na telecomunicação, a multiplexação ou multiplexagem é uma técnica que consiste na combinação de dois ou mais canais de informação por apenas um meio de transmissão usando um dispositivo chamado multiplexador. A vantagem desse processo é a possibilidade de que haja a comunicação simultânea por um mesmo meio (utilizado em aparelhos de telefone, por exemplo), a desvantagem é que, em seguida, é preciso filtrar os sinais enviados para conseguir identificar a mensagem de cada usuário e pode causar interferências ou problemas na rapidez da comunicação.
Existem muitas estratégias de multiplexação segundo o protocolo de comunicação empregado, que pode combiná-las para alcançar o uso mais eficiente; os mais utilizados são:
- a TDMA - multiplexação por divisão de tempo;
- a FDMA - multiplexação por divisão de frequência;
- a CDMA- multiplexação por divisão em códigos.